# Kendall West
Kendall West statisztikai település az Amerikai Egyesült Államokban, Florida államban, Miami-Dade megyében. 

## Népesség
A település népességének változása: